# Loami
Loami es una villa ubicada en el condado de Sangamon en el estado estadounidense de Illinois. En el Censo de 2010 tenía una población de 745 habitantes y una densidad poblacional de 273,95 personas por km².

## Geografía
Loami se encuentra ubicada en las coordenadas 39°40′27″N 89°50′51″O / 39.67417, -89.84750. Según la Oficina del Censo de los Estados Unidos, Loami tiene una superficie total de 2.72 km², de la cual 2.71 km² corresponden a tierra firme y (0.38%) 0.01 km² es agua.

## Demografía
Según el censo de 2010, había 745 personas residiendo en Loami. La densidad de población era de 273,95 hab./km². De los 745 habitantes, Loami estaba compuesto por el 95.97% blancos, el 1.21% eran afroamericanos, el 0% eran amerindios, el 0.13% eran asiáticos, el 0% eran isleños del Pacífico, el 0% eran de otras razas y el 2.68% pertenecían a dos o más razas. Del total de la población el 2.28% eran hispanos o latinos de cualquier raza.